# 塔石體育館
塔石體育館（簡稱塔石館）位於澳門東望洋街，正門和華士古達嘉馬花園相連，於2004年11月16日落成啟用。塔石體育館曾被用作第四屆澳門東亞運動會、第一屆葡語系運動會、第二屆亞洲室內運動會的比賽場地。

## 歷史
塔石體育館選址是為何東中葡小學，把該學校拆卸及重新興建為塔石體育館及何東中葡小學校舍；塔石體育館及何東小學校舍於2002年11月10日起由澳門特區政府耗資超過2,000萬澳門元開始動工興建，而「澳門塔石體育館暨何東小學奠基典禮」由第四屆東亞運動會澳門組織委員會主席蕭威利、運輸工務司司長歐文龍、社會文化司司長崔世安等共同主持；塔石體育館是繼澳門理工學院體育館奠基後一週內第二座奠基的體育場館。2003年5月的一場暴雨導致得勝馬路出現路陷及導致地庫被雨水淹沒。導致工程一度延遲。

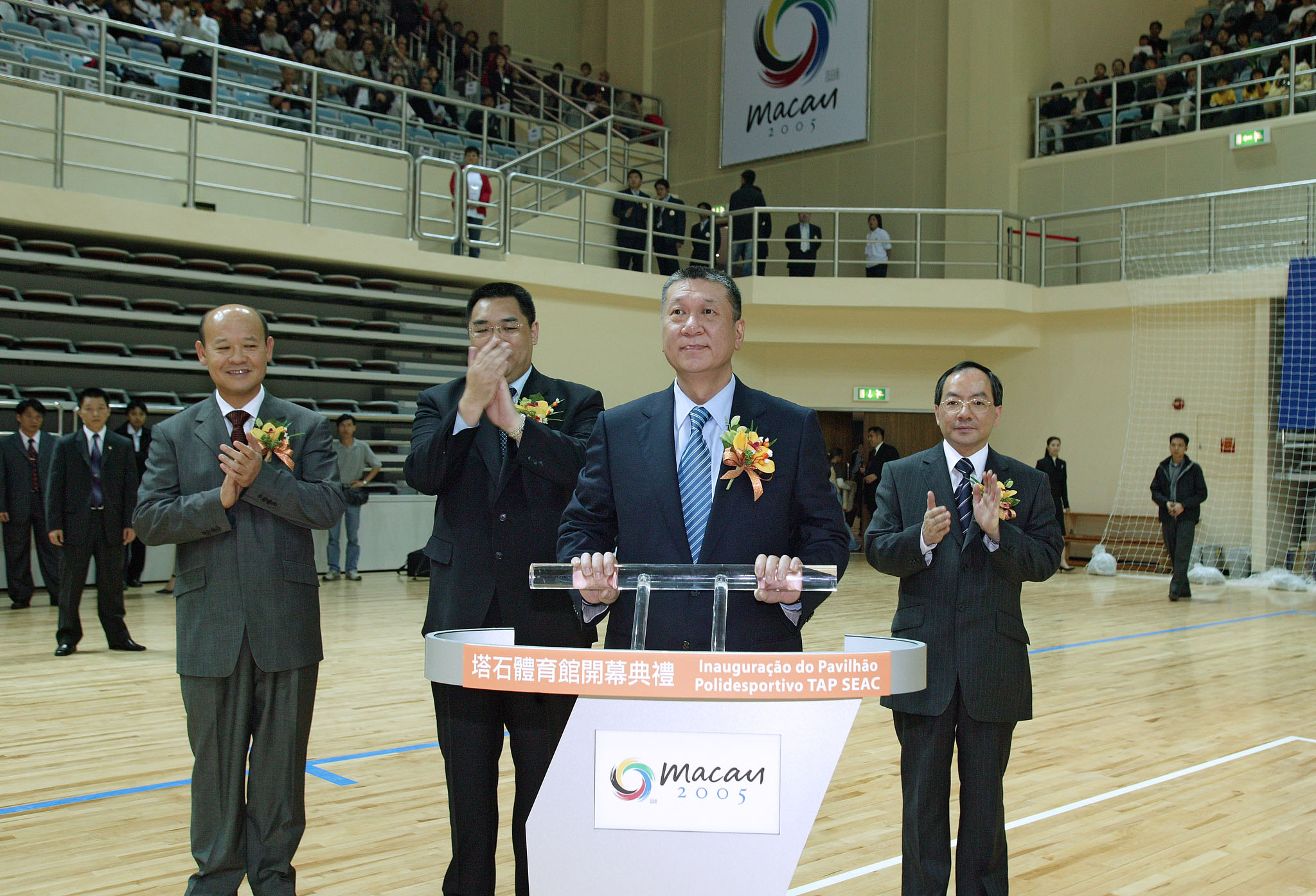
澳門行政長官何厚鏵主持塔石體育館開幕儀式

塔石體育館原定於2003年年底落成，但最終被延至2004年下半年落成；同年11月16日，先由天主教澳門教區主教黎鴻昇及釋機修大師分別進行天主教和佛教的祈福禮，及後由澳門行政長官何厚鏵主持開幕典禮；開幕時，第四屆東亞運動會澳門組織委員會舉辦了一場由葡萄牙對巴西的室內五人足球賽賽作出場館使用的揭幕戰，結果葡萄牙以26:0大勝巴西。
2005年至2007年在澳門分別主辦的東亞運動會、葡語系運動會、亞洲室內運動會，塔石體育館均作為運動會的比賽場地之一；另一方面，根據《澳門特別行政區公報》第1/2006號行政法規第十六條，塔石體育館自2006年1月24日起，撥歸至體育發展局轄下設施。
塔石體育館正值澳門主辦亞洲室內運動會期間出現漏水問題而導致相關賽事需要延時進行，當中日本隊在五人足球項目的四強賽事更因比賽場地出現漏水而中斷比賽；2008年10月在塔石體育館舉行的澳門羽毛球公開賽雖然沒有受漏水影響，惟在該賽事頒獎禮時，漏水更滴在得獎運動員及嘉賓之前。2010年5月19日，塔石體育館正進行一個書展期間因暴雨除了出現輕微滴水、漏水的情況外，牆身近去水管也有雨水沿牆邊向下滲漏情況。對於塔石體育館常在暴雨期間出現漏水問題而有「漏水場館」惡名之稱。

## 建築特色
塔石體育館是一個以環保來設計的場館，場館頂部和部分外牆可以採用天然光作為場館光源外，也安裝了電動隔光幕簾以控制天然光的強弱度。此外，體育館也設有滲透式冷暖系統以調節場館的室內溫度。

## 設施
塔石體育館佔地面積達5,539 m2（59,621 sq ft），建築面積為28,035 m2（301,766 sq ft），主要分為主場館和副場館；塔石體育館設有一個提供90個停車位的停車場，可讓輕型私家車位、巴士和傷殘人士停泊在內；體育館內亦設有兩間會議室、22間不同類型的辦公室、5間內置蒸氣浴室的運動員更衣室、兩間檢錄室、兩間裁判更衣室、兩間殘障者更衣室以及裁判休息室、藥檢室、醫療按摩室、健身室、多功能室、資訊中心、記者工作室和貴賓室各一間。

### 主場館
主場館（又稱為A館）的場館高度為15米（49英尺）至22米（72英尺），可設有最多3,295個座位，當中1,120個座位是為活動性的可伸縮座位；其比賽面積為45.4米（149英尺）x36.4米（119英尺），當設置伸縮座位後的比賽面積為36.4米（119英尺）x 25.6米（84英尺）；場館內設有一個640米（2,100英尺）x 384米（1,260英尺）的液晶電子顯示屏。主場館可作可以作籃球、武術、空手道、籃球、排球、手球、乒乓球、羽毛球、室內五人足球、跆拳道、學校體育課、學校畢業典禮及其他體育文化大型活動之用。

### 副場館
副場館（又稱為B館）的場館高度為7米，其場地面積為320米（1,050英尺）x 384米（1,260英尺）；場館內設有一個640米（2,100英尺）x 384米（1,260英尺）的液晶電子顯示屏，並以木作為地板物料，適合用作籃球項目活動以及提供學校作體育課之用。

### 青年試館
青年試館（葡萄牙語：Centro de Experimentação para Jovens）；2007年2月前稱為塔石青年活動中心位於高偉樂街塔石體育館之內，是澳門教育及青年發展局轄下的其中一個以興趣班及青少年課餘活動為主的青年中心；該青年中心於1994年設立，兩年後增設心理輔導和生理諮詢等服務；及至2005年因社會發展而增加休閒教育以提升澳門青少年生活品質。青年試館設有閒聊館、博學堂、青年社團公用辦公室、綜合活動室及展覽廊等設施。

### 停車場
2023年1月17日上午10時，地庫停車場併入華士古達嘉馬花園停車場，並命名為“華士古達嘉馬花園停車場—東區”以作區分。兩個泊車區之間設有一條通道供行人使用，車輛不能連通兩個泊車區，而收費處位置則維持不變。

## 交通

### 公共巴士
M148 東望洋斜巷（Calcada da Guia）
路線：28C、H1
M149 粵華中學（Yuet Wah College）
路線：17、28C
M152 塔石廣場（Praça do Tap Seac）
路線：2、4、18A、19
M270 塔石體育館（Pavilhão Polidesportivo Tap Seac）
路線：2A、7、8、8A、9、9A、12、18、18B、22、25、25B、H2